# Masaya Saito
Masaya Saito (斎藤 雅也 Saito Masaya?), född 8 juni 1985 i Tokyo prefektur, är en japansk före detta fotbollsspelare.
Saito började sin karriär 2008 i Tochigi SC. 2010 flyttade han till Sony Sendai. Han avslutade karriären 2012.